# Ígor Kravtsov
Ígor Alexándrovich Kravtsov –en ruso, Игорь Александрович Кравцов– (Magnitogorsk, URSS, 21 de diciembre de 1973) es un deportista ruso que compitió en remo.
Participó en dos Juegos Olímpicos de Verano, obteniendo una medalla de oro en Atenas 2004, en la prueba de cuatro scull, y el octavo lugar en Atlanta 1996, en la misma prueba.

## Palmarés internacional
| Juegos Olímpicos | Juegos Olímpicos | Juegos Olímpicos | Juegos Olímpicos |
| Año              | Lugar            | Medalla          | Prueba           |
| ---------------- | ---------------- | ---------------- | ---------------- |
| 2004             | Atenas (Grecia)  | Medalla de oro   | Cuatro scull     |